# (33813) 1999 XH177
1999 XH177 (asteroide 33813) é um asteroide da cintura principal. Possui uma excentricidade de 0.15364710 e uma inclinação de 13.54251º.
Este asteroide foi descoberto no dia 10 de dezembro de 1999 por LINEAR em Socorro.